# Neuenkirchen (bei Neubrandenburg)
Neuenkirchen település Németországban, Mecklenburg-Elő-Pomeránia tartományban. Lakosainak száma 1142 fő (2023. december 31.).

## Népesség
A település népességének változása:
| Lakosok száma | 1136 | 1107 | 1113 | 1138 | 1143 | 1142 |
|               | 2014 | 2017 | 2019 | 2021 | 2022 | 2023 |